# Famille von Wartensleben
La famille von Wartensleben est une famille de la noblesse immémoriale du Magdebourg élevée au titre de comte le 1er janvier 1703 par le roi de Prusse. Leur titre est reconnu aussi par le Saint-Empire romain germanique, avec armoiries, le 29 mars 1706.

## Armoiries

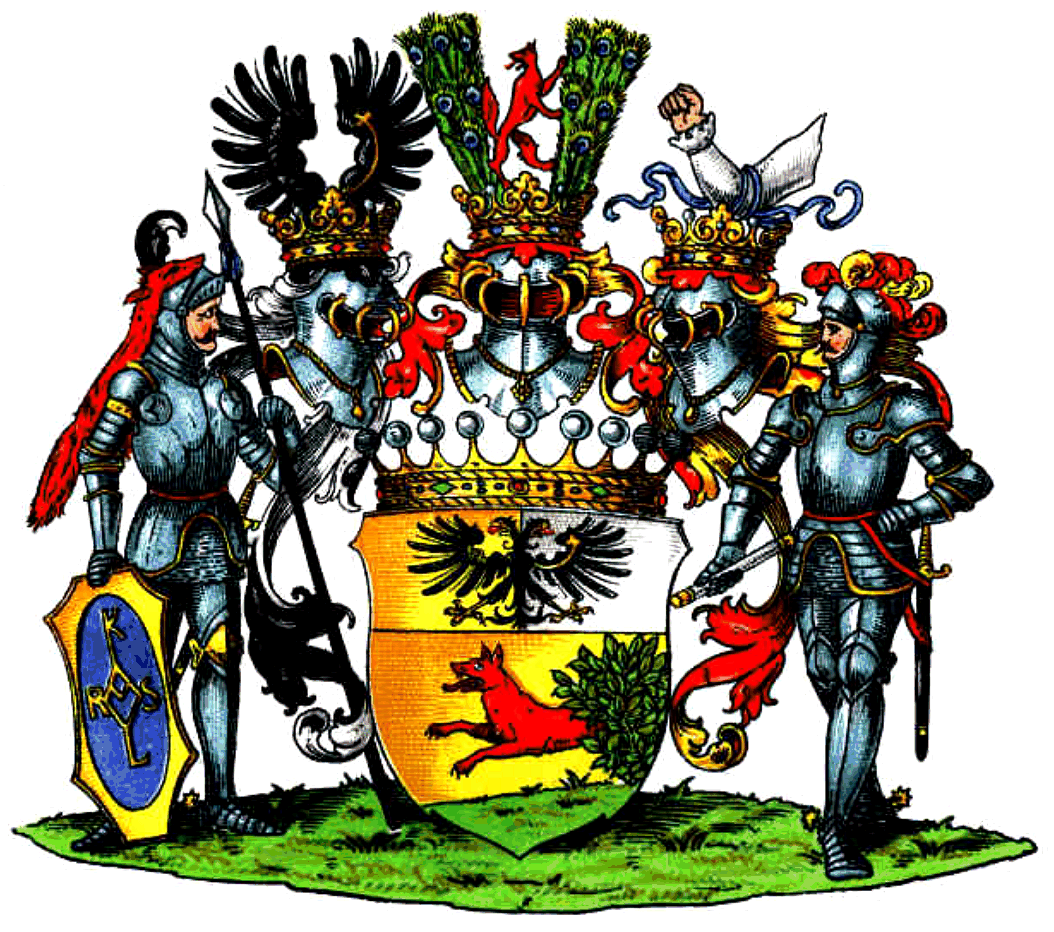

### Armoiries de la famille
Les armoiries familiales représentent en or un loup rouge surgissant d'un buisson vert sur un sol vert. Sur le casque à lambrequins rouge et or, le loup entre deux queues de paon naturelles.

### Armoiries comtales
Les armoiries comtales attribuées en 1706 et 1745 ont trois heaumes et deux supports d'écu. Elles représentent, sous un chef coupé d'or et d'argent, un aigle à deux têtes noir dont l'aile gauche est surmontée d'une tige de trèfle (de) d'or. Sur le casque de droite, avec des lambrequins noirs et argentés, un vol noir ouvert, dont l'aile gauche est surmontée d'une tige de trèfle d'or. Au centre, le casque tronqué, sur le casque de gauche aux lambrequins rouge et or, un bras de femme vêtu d'argent, entouré deux fois d'un ruban bleu.

## Personnalités

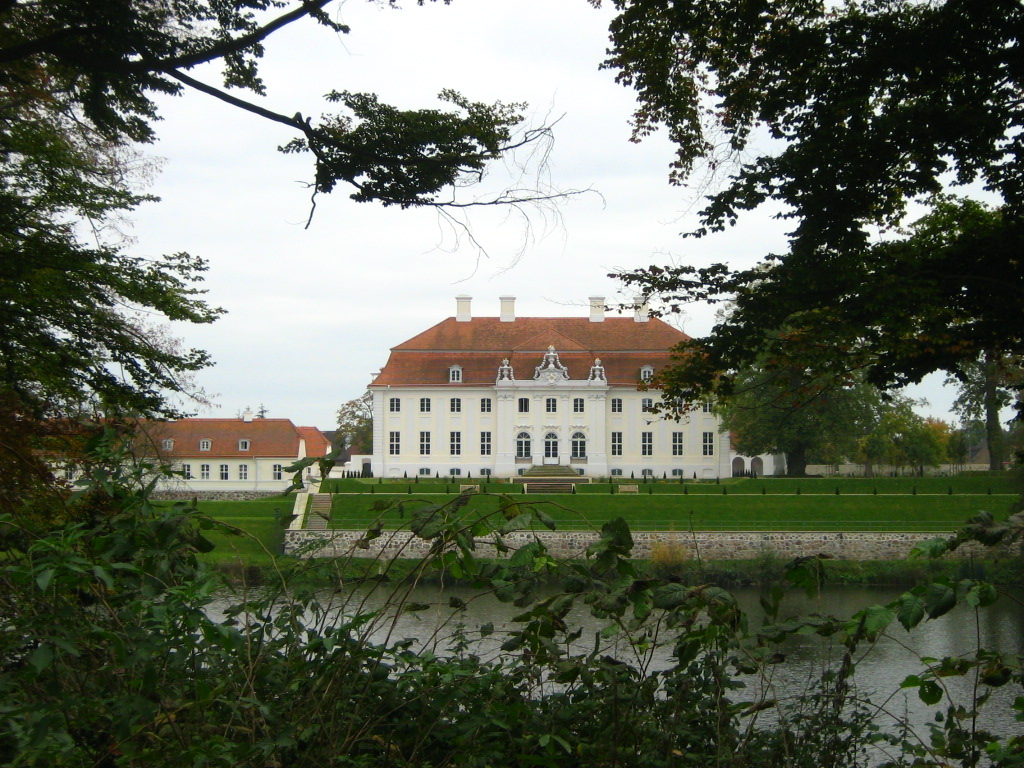
Vue du château de Meseberg

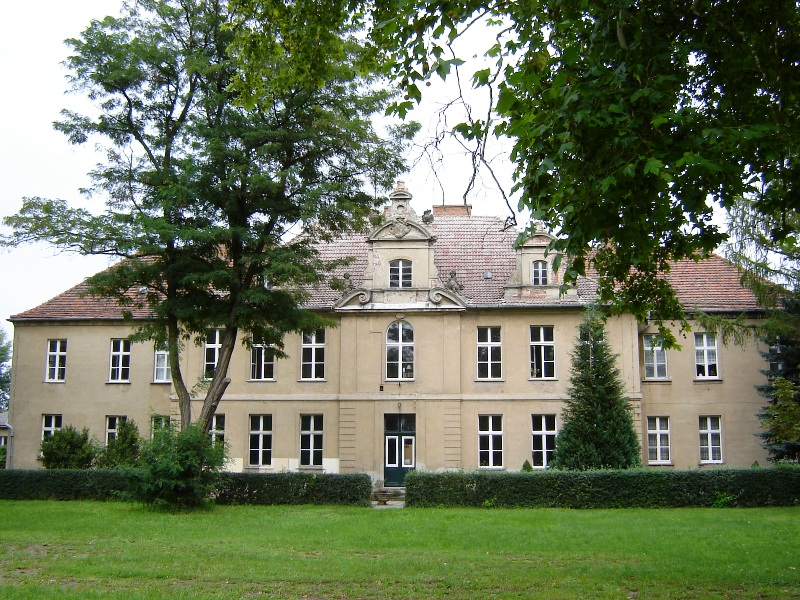
Château de Karow

Parmi les membres de la famille, l'on peut distinguer:
- Comte Alexander Hermann von Wartensleben (1650-1734), maréchal-de-camp général de l'armée prussienne, gouverneur de Berlin
- Comte Hermann von Wartensleben (1700-1761), bâtisseur du château de Meseberg, fils du précédent
- Comte Leopold Alexander von Wartensleben (1710-1775), lieutenant-général, frère du précédent
- Carl Ludwig Christian von Wartensleben (de) (1733-1805), général hollandais
- Comte Ferdinand von Wartensleben (1740-1776), maréchal de la cour du futur Frédéric-Guillaume II de Prusse
- Comte Leopold Alexander von Wartensleben (1745-1822), lieutenant-général, défenseur de la citadelle de Petersberg, gouverneur d'Erfurt, fils de Leopold Alexander (1710-1775)
- Comte Gustav von Wartensleben (de) (1774-1834), général de l'armée prussienne
- Comte Gustav von Wartensleben (1796-1886), lieutenant-général de l'armée prussienne
- Comte Alexander von Wartensleben-Schwirsen (de) (1807-1883), député au parlement de Francfort
- Comte Hermann Ludwig von Wartensleben (1826-1921), général de cavalerie, commandeur de l'ordre protestant de Saint-Jean
- Comte Ludwig von Wartensleben (de) (1831-1926), propriétaire terrien, membre de la chambre des seigneurs de Prusse
- Editha von Wartensleben (de) (1837-1895), épouse du landmarschall[2] et comte Kuno von Hahn (de) (1832-1885)